# Филиал (посёлок)
Филиа́л — посёлок в Майминском муниципальном районе Республики Алтай России, входит в состав Бирюлинского сельского поселения.

## География
Посёлок расположен в долине реки Маймы, на расстоянии 24 км к юго-востоку от села Майма, административного центра района.

## Население
| 2008 | 2009 | 2010 | 2011 | 2012 | 2013 | 2014 |
| ---- | ---- | ---- | ---- | ---- | ---- | ---- |
| 10   | ↗14  | ↗18  | →18  | ↗19  | ↗24  | ↘22  |
| 2015 | 2016 |      |      |      |      |      |
| ↘21  | ↗27  |      |      |      |      |      |